# Эг-Жёнт
Эг-Жёнт (фр. Aigues-Juntes) — коммуна во Франции, находится в регионе Юг — Пиренеи. Департамент коммуны — Арьеж. Входит в состав кантона Ла-Бастид-де-Серу. Округ коммуны — Фуа.
Код INSEE коммуны — 09001.

## Население
Население коммуны на 2008 год составляло 41 человек.
| 1962 | 1968 | 1975 | 1982 | 1990 | 1999 | 2008 |
| ---- | ---- | ---- | ---- | ---- | ---- | ---- |
| 95   | 81   | 63   | 59   | 42   | 49   | 41   |

## Экономика
В 2007 году среди 20 человек в трудоспособном возрасте (15—64 лет) 14 были экономически активными, 6 — неактивными (показатель активности — 70,0 %, в 1999 году было 41,4 %). Из 14 активных работали 14 человек (9 мужчин и 5 женщин), безработных не было. Среди 6 неактивных 3 человека были пенсионерами, 3 были неактивными по другим причинам.

## Фотогалерея

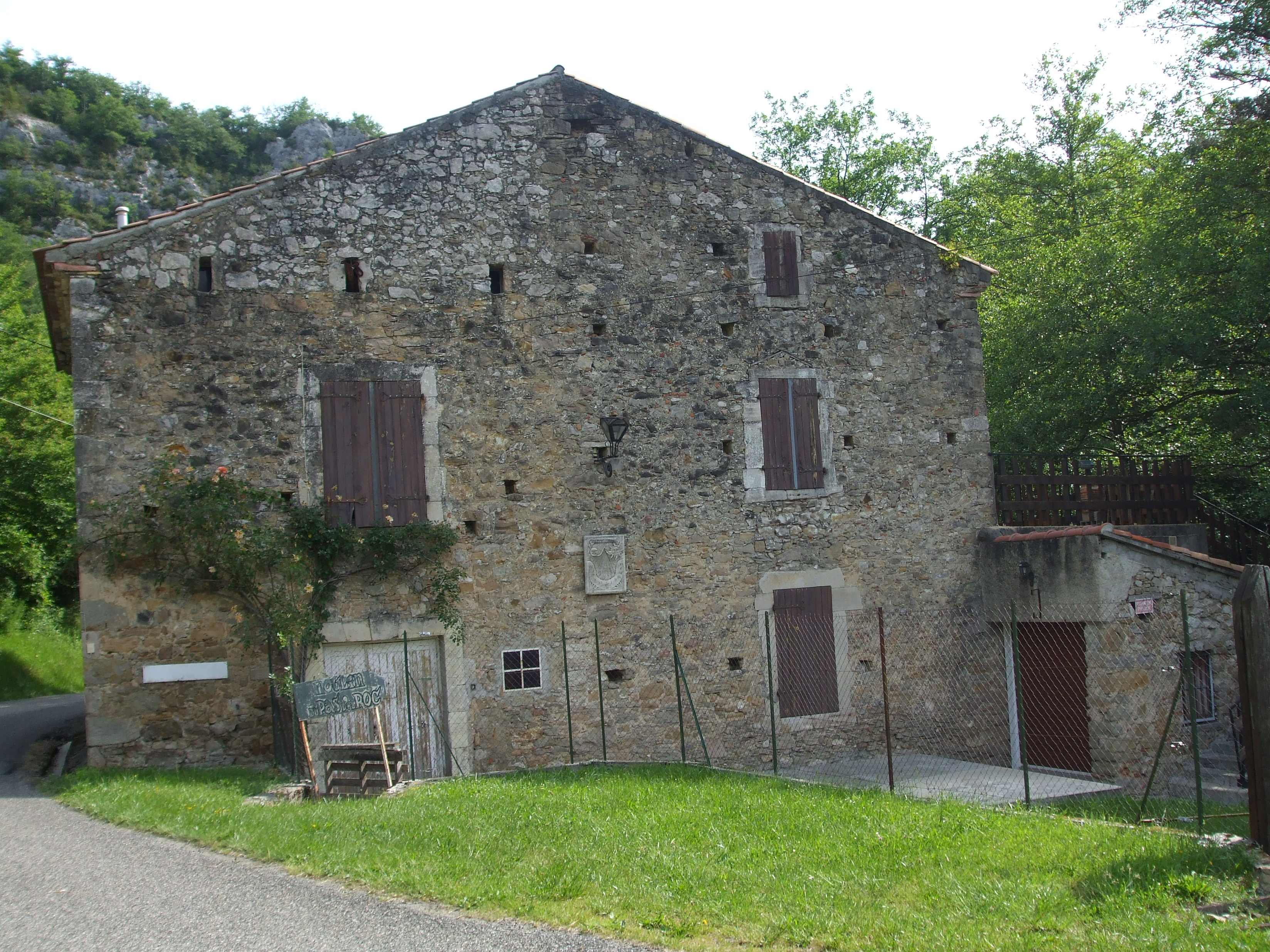
Мельница Pas del Roc
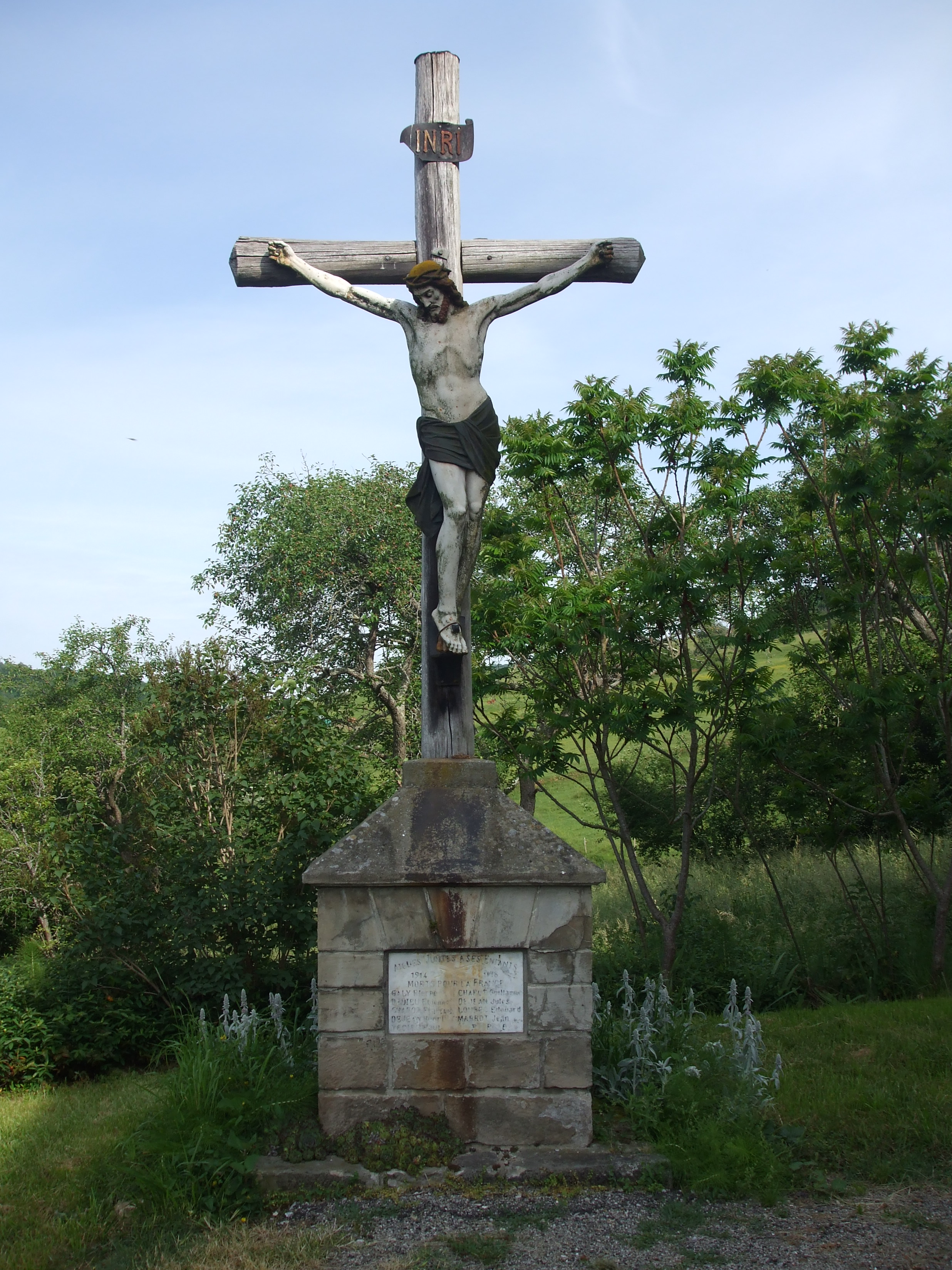
Военный мемориал
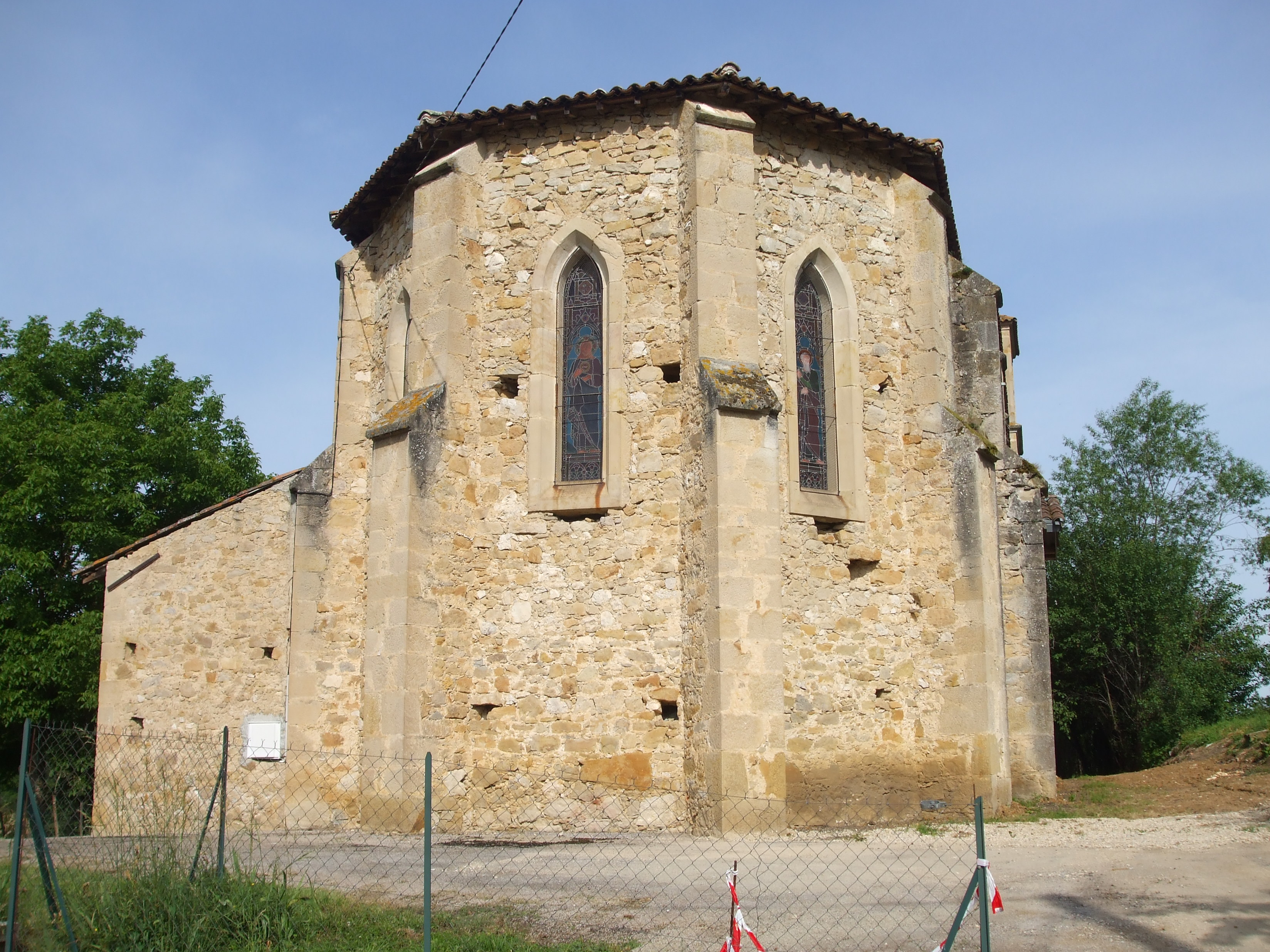
Церковь